# Increíble pero cierto (película)
Increíble pero cierto es una película francesa escrita y dirigida por Quentin Dupieux, estrenada en 2022.

## Sinopsis
Alain y Marie son pareja y han decidido comprar una casa juntos. Alain deja su trabajo y se une a Marie para visitar una casa que acaba de ponerse a la venta. Al final del recorrido, el agente inmobiliario quiere mostrarles una última cosa del sótano, lo que él considera que es «lo más destacado de la visita»: este es un conducto misterioso. Dudando al principio, especialmente Marie, la pareja decide entrar. Después de cerrar la trampilla y bajar todos los escalones, se encontraron en el piso superior del pabellón, bajo un cielo azul, mientras comenzaba a oscurecer. El agente inmobiliario les explica que el conducto les permite saltar en el tiempo doce horas hacia el futuro (explicando así el cielo azul). Aun más increíble, añade que este conducto también permite rejuvenecer tres días, aunque no tiene explicación para este fenómeno.
Después de la visita, la pareja decide comprar la casa y Marie inmediatamente quiere volver a utilizar el conducto. Al día siguiente, Alain muestra el pabellón a su jefe Gérard, aficionado a los coches, y a su socia Jeanne, directora de una tienda de ropa interior, que viven a dos calles de ellos. Al salir del conducto, Marie se une a ellos y los cuatro organizan una cena improvisada. Después de la comida, Gérard anuncia a Alain y Marie que le han instalado un pene electrónico para sustituir el suyo y fortalecer sus relaciones sexuales, diciendo que, según él, este es el futuro. Alain, sorprendido por el anuncio, comienza a revelar el secreto de su casa, pero Marie lo detiene imperativamente.
Al regresar a casa con Jeanne, Gérard piensa que Alain no quedó suficientemente impresionado por su pene electrónico. Al día siguiente, en el trabajo, lo llama y le pregunta nuevamente qué piensa, pero la opinión de Alain no cambia. Mientras tanto, Marie instala un espejo junto a la salida del conducto después de haber rejuvenecido nueve días. Esa misma noche, le pregunta a Alain si nota algún cambio en ella. Sin embargo, no ve ninguna diferencia. Molesta, Marie regresa inmediatamente al conducto. Incapaz de soportar la situación, Alain le advierte que lo va a cerrar. Al mismo tiempo, en casa, Gérard piensa que fue Marie quien no quedó impresionada por su pene. Jeanne le pide que deje de pensar en eso.
Al día siguiente, Alain lleva un tiempo teniendo problemas con el expediente de un cliente. Gérard le dice que se hará cargo del asunto, lo que lo tranquiliza. Posteriormente, Gérard lo invita a una sesión de tiro para aclarar su mente. Sin embargo, una escopeta demasiado poderosa lanza a Gérard hacia atrás, dañando su pene electrónico. Sorprendido, Gérard se apresura a viajar a Japón (porque le fue instalado allí) y le pide a Alain que le dé las llaves de la casa a Jeanne. Además, le pide que busque una excusa para su ausencia y sobre todo que no diga nada sobre su pene. En consecuencia, no podrá ocuparse del problemático expediente de Alain. En la tienda, Jeanne no cree a Alain sobre Gérard. Finalmente, le da las llaves y se va a casa.
Marie regresa del conducto con una manzana podrida, que había tirado y que vuelve a estar intacta. Impresionada, va a ver a Alain y le dice que el rejuvenecimiento funciona en todos los objetos posibles. Alain continúa diciendo que el conducto no le interesa y le confiesa a Marie que tiene otros problemas personales en este momento. Sin embargo, Alain comienza a comerse la manzana, que resulta que todavía está podrida por dentro y salen hormigas. A continuación, consultarán a un médico para intentar saber más sobre el estado de salud de Marie, que resulta preocupante a raíz de este descubrimiento. Sin embargo, Marie se niega a dejar de utilizar el conducto. Una vez que regresan a casa, ella amenaza a Alain con un cuchillo para que pueda ver si está hecha de hormigas, a lo que él se niega, y le explica que lo está utilizando para convertirse en modelo profesional. Marie regresa al conducto inmediatamente.
Por su parte, Gérard, todavía atrapado en Japón, pide a Alain que le haga un regalo a Jeanne, quien elige uno al azar, sabiendo poco de ella. Al mismo tiempo, Alain se encuentra por casualidad con el agente inmobiliario fuera del supermercado y le pregunta si el conducto puede volverte loco. Él confirma que efectivamente es así y le aconseja que lo corte si ya no lo quiere. Alain pasa por delante de la tienda de Jeanne, quien la sorprende besando a otro hombre.
Un montaje sin palabras de unos minutos resume los acontecimientos que suceden tras el encuentro con el agente inmobiliario. En cuanto a Gérard, regresa a Francia con el pene reparado y en brazos de una japonesa. Sin embargo, un cortocircuito procedente de su pene prende fuego a su coche y, como resultado, se compra uno nuevo. Ya sin relación con Jeanne, se casa con su pareja japonesa (Marie no está presente en la ceremonia a diferencia de Alain), pero se separan poco después debido a la obsesión de Gérard por las mujeres. Posteriormente, tiene una serie de conquistas románticas infructuosas a causa de su obsesión por su pene electrónico. Finalmente, este último acaba incendiándose mientras Gérard está al volante de su nuevo coche del que pierde el control. El coche vuelca, lo que probablemente le cuesta la vida a Gérard.
Por su parte, Alain y Marie discuten regularmente a causa del conducto. A pesar de los intentos fallidos de Alain de condenarlo, Marie acaba recuperando su juventud y convirtiéndose en modelo, mientras que Alain sigue llevando la misma vida de antes. Sin embargo, Marie no encuentra el éxito y la felicidad que esperaba y poco a poco comienza a perder la cabeza. A continuación, Alain va a ver al agente inmobiliario y lo ataca, culpándolo del malestar de Marie. Tras la crisis de Marie, decide internarla en un hospital psiquiátrico y condena definitivamente el conducto.
Marie, ahora internada y sin decir una palabra, se corta la mano con un fragmento de vidrio. De la apertura emergen hormigas (homenaje a Luis Buñuel ). Muestra su mano a una foto de Alain mientras le repite constantemente: «¿Te das cuenta? ¡Mira! ¡Mira!». Alain, pescando con su perro, cree oírlo y responde: «Sí, me doy cuenta».

## Reparto
- Alain Chabat: Alain Duval
- Lea Drucker: Maríe Duval
- Benoit Magimel: Gérard
- Anaïs Demoustier: Jeanne
- Roxana Arnal: Marie, a la edad de 19 años
- Stéphane Pezerat  Franck Chaise, el agente inmobiliario
- Grégoire Bonnet: Doctor
- Marie-Christine Orry: Madame Lanvin, la vecina
- Michel Hazanavicius: el fotógrafo de moda (sin acreditar)
- Mustafa Abourachid: el enfermero del hospital psiquiátrico

## Producción
El rodaje se desarrolló a lo largo de siete semanas, del 7 de septiembre al 23 de octubre de 2020. La música está extraída del álbum Jon Santo Plays Bach de Jon Santo. Reconocemos en particular la Badinerie de la Obertura n.º 2 en si menor (BWV 1067).

## Recepción

### Recepción de la crítica
En Francia, el sitio Allociné recoge una media de 3,5/5 en 36 críticas de prensa.
Para L'Humanité, «el chico malo del cine francés no se ha calmado»; 20 Minutes habla de «comedia loca y divertida», Le Monde, de «un enorme agujero y un pene artificial que se combinan a voluntad para pintar un cuadro grotesco del imaginario suburbano, tan tosco como burdo». Marianne, de «cuarteto grotesco», Paris Match, de un «hilarante Retrato de Dorian Gray sobre la inevitable podredumbre», GQ, de «película en el mejor de los casos menor, y en el peor, artificial, que aburre más que inquieta por su falta de dirección», Les Echos de un «un cine tan ingenioso como superficial», y Première, de «el aspecto pseudo-cool de su cine que queda desnudo para revelar solo la parte burda». Libération estima que Dupieux, «en este ejercicio tan peligroso de comedia sobre crisis de pareja, (…) es asombrosamente preciso y logra por primera vez algo que ya no esperábamos de él: emocionarnos».

### Taquilla
El día de su estreno en Francia, la comedia de Quentin Dupieux vendió 25 101 entradas, con 377 copias, situándose en el primer puesto de la taquilla, por delante de otra comedia francesa, Fratè.Después de una primera semana de estreno, la película alcanzó el tercer puesto de taquilla, con 133 330 espectadores, detrás de Top Gun: Maverick (471 870) y por delante de Champagne (68 518).La semana siguiente, con 78 854 espectadores adicionales, la comedia superó los 200 000 espectadores, pero cayó al sexto lugar en taquilla, detrás de Black Phone (127 715) y por delante de The Perfect Man (55 577).
1. ↑  «« Incroyable mais vrai » : le cinéma barbe à papa de Quentin Dupieux». Les Echos. 15 de junio de 2022.
2. ↑  «« Incroyable mais vrai », sur OCS Pulp : voyage en absurdie avec Quentin Dupieux». Le Monde. 15 de marzo de 2023.
3. ↑  «Incroyable mais vrai - Note moyenne». allocine.fr. Consultado el 15 juin 2022..
4. ↑  Klock, Marie. ««Incroyable mais vrai», le tunnel sous les manches de Quentin Dupieux». Libération (en francés). Consultado el 17 de marzo de 2023.
5. ↑  Brigitte Baronnet (16 juin 2022). «Box-office : Alain Chabat en tête du 1er jour France avec la nouvelle comédie loufoque de Quentin Dupieux». allocine.fr. Consultado el 8 juillet 2022..
6. ↑  Brigitte Baronnet (22 juin 2022). «Box-office France : Jurassic World 3 toujours en tête, Top Gun Maverick bat un nouveau record». allocine.fr. Consultado el 8 juillet 2022..
7. ↑  Vincent Formica (29 juin 2022). «Box-office France : Jurassic World 3 tient toujours tête à Top Gun Maverick». allocine.fr. Consultado el 8 juillet 2022..